# Cône de croissance

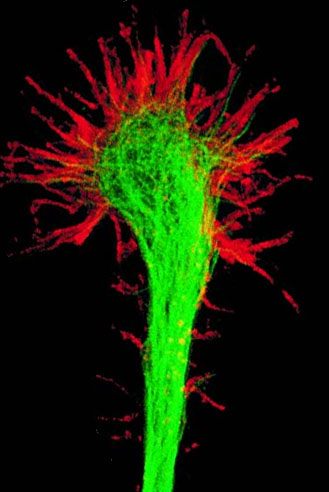
Image d'un cône de croissance marqué montrant des microtubules (vert) et des fibres d'actine (rouge)

Un cône de croissance est une extension dynamique, riche en actine, d'un neurite en développement cherchant un organe cible. Il se situe à l'extrémité distale d'un prolongement axonal ou dendritique neuroblastique en croissance « s'étendant sur des distances considérables suivant souvent des chemins complexes pour atteindre leurs organes cibles (muscles, glandes, récepteurs sensitifs, ou encore synapses avec d'autres neurones) situés en dehors du système nerveux central ».

## Structure et fonctions

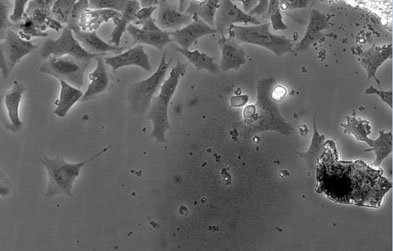
Cellules de crêtes neurales en culture in vitro en train de migrer grâce à leurs lamellipodes.

Il s'agit d'une structure cellulaire transitoire et mobile, qui a pour fonction d'explorer l'environnement extracellulaire et de répondre au guidage axonal assuré par différentes molécules.
Les protéines de guidage indiquent au cône de croissance sa voie de migration en modifiant la vitesse ou la direction de sa croissance par une biosynthèse des protéines adaptée. Il existe 2 catégories de molécules sécrétées par les cellules cibles :
- Les protéines chimioattractives qui attirent à distance le cône de croissance.
- Les protéines chimiorépulsives  qui repoussent à distance le cône de croissance.

Les différentes molécules de guidage sont : 
- Les nétrines,
- Les sémaphorines,
- Les slit-robo (en),
- Les éphrines.

Les protéines d'adhésion cellulaire sont aussi impliquées dans ce processus.
Les protéines Wnt et les sonic hedgehog seraient aussi concernées.
L'extrémité du cône de croissance est composée de feuillets membranaires aplatis, les lamellipodes desquels partent les filopodes, de fins prolongements contenant des microfilaments d'actine et de myosine, qui s'allongent puis se rétractent rythmiquement,.
Dès que le cône de croissance atteint l'organe cible, son cytosquelette subit des modifications. Le cône forme alors une synapse et la croissance de l'axone s'arrête.